# Cá mú sọc dọc
Cá mú sọc dọc, tên khoa học Epinephelus latifasciatus, là một loài cá trong họ Serranidae. Chúng có thể được tìm thấy ở nhiều vùng biển như vịnh Ba Tư, vịnh Oman, Pakistan, Ấn Độ, Việt Nam, Hong Kong, Trung Quốc, Triều Tiên, Nhật Bản, Đài Loan và Úc. Chúng có thể đạt đến chiều dài 137 cm.